# Sphaerosepalaceae
Famille
Classification APG III (2009)
La famille des Sphaerosepalaceae regroupe des plantes dicotylédones ; elle comprend moins de vingt espèces réparties en 2 genres.
Ce sont des arbres ou des arbustes, à feuilles caduques, des régions tropicales, endémiques de Madagascar.

## Étymologie
Le nom vient de l'ancien genre type Sphaerosepalum, du grec σφαίρα / sphaira, « globe, sphère », et du latin sepalum, sépale (grec σκέπη / skepe, couverture). 
Ce genre type a été abandonné au profit de Rhopalocarpus, du grec ροπαλο / ropalo, « qui ressemble à une massue » et καρπυ / karpy, fruit, littéralement « fruit en forme de massue », en référence à la forme des capsules.

## Classification
Cette famille fut précédemment nommée Rhopalocarpaceae 	Takht., 1987.
La classification phylogénétique situe cette famille dans l'ordre des Malvales.

## Liste des genres
Selon Angiosperm Phylogeny Website (22 juin 2010), NCBI (22 juin 2010) et DELTA Angio (22 juin 2010) :
- Dialyceras (en)
- Rhopalocarpus

## Liste des espèces
Selon NCBI (22 juin 2010) :
- genre Dialyceras
  - Dialyceras coriaceum
  - Dialyceras parvifolium
- genre Rhopalocarpus Bojer (1846)
  - Rhopalocarpus lucidus
  - Rhopalocarpus sp. 'M.F.F. 11-13-97'
  - Rhopalocarpus sp. Chase 906